# Наташа Клаус
Наташа Алехандра Растапкавициус Арондо (на испански: Natasha Alejandra Rastapkavicius Arrondo), позната като Наташа Клаус (на испански: Natasha Klauss) е колумбийска киноактриса от литовски произход.

## Биография
Родена е в колумбийския град Баранкиля на 25 юни, 1975 г. Като малка ходи на уроци по танци с мисълта за в бъдеще да се занимава с балет. Година преди дипломирането си претърпява сериозен инцидент с кола, който слага край на мечтите ѝ за танцова кариера. След него започва кариера като актриса. Снима се в „Отмъщението“, а след това и в нашумелия „Трима братя, три сестри“, където играе ролята на Сара Елисондо. Заедно с екранния си партньор Майкъл Браун се превръщат в една от най-харесваните екранни двойки. Следва ролята ѝ в сериала „Жената в огледалото“, където участва заедно с Паола Рей и Хуан Алфонсо Баптиста. „Имението“ е следващата теленовела с нейно участие. Там се превъплъщава в отрицателна роля и печели колумбийската награда за актриса в отрицателна роля. През 2007 г. играе в ролята на Ана Камила Суплисиос в сериала „Зоро: Шпагата и розата“.

## Филмография
- Оцелелият Ескобар: Alias JJ (2017)
- Бялата робиня (2016)
- Анонимната (2015)
- Братя и сестри (2014)
- Петфектни лъжи (2013/2014)
- Контрол (2013)
- Огнено сърце (Corazon de fuego) (2011/12) – Алехандра Виванко / Лусия Васкес
- Поверително (Confidencial) (2011) – Анхела Гуарин
- Наследниците дел Монте (Los Herederos Del Monte (2010/11) – Берта Сото
- Земята на певците (2010)
- Годеница за двама (Novia para dos) (2008) – Таня Токика Мурийо
- Зоро: Шпагата и розата (Zoro: la espada y la rosa) (2007) – Ана Камила Суплисиос
- Съдбовни решения (Decisiones) (2005/08)
- Имението (La Tormenta)(2005) – Исабела Монтия
- Жената в огледалото (La mujer en el espejo) (2004) – Лусмила
- Трима братя, три сестри (Pasion de gavilanes) (2003) – Сара Елисондо де Рейес
- Отмъщението (La venganza) (2002) – Сандра Гусман
- Добро утро Мария (Maria Madrugada) (2002) – Айда
- Entre Amores (2000/01) – Грациела
- Капонера (La Caponera) (1999/2000) – Ампарито
- Забранено сърце (Corazon Prohibido) (1999)
- Casados (1999) – Лаура
- Тропически рай (1998)
- Зелен огън (Fuego Verde) (1998)
- Заложница на любовта (Prisioneros del amor)(1998)
- Las Ejecutivas (1996)